# Jaroensak Wonggorn
Jaroensak Wonggorn (Thai: เจริญศักดิ์ วงษ์กรณ์, * 18. Mai 1997 in Bangkok), auch als Tae bekannt, ist ein thailändischer Fußballspieler.

## Karriere

### Verein
Nachdem er die Nakhon Pathom Sport School besuchte und dann in der Jugend von Air Force United gespielt hatte, unterschrieb er dort im Anschluss einen Vertrag. Air Force United spielte 2017 in der zweiten Liga und stieg schließlich in die Thai League auf. 2017 absolvierte er 19 Spiele für die Air Force und schoss dabei drei Tore. 2018 wechselte er an die Ostküste und unterschrieb einen Vertrag bei Pattaya United, der ebenfalls in der ersten Liga spielte. Hier schoss er in 15 Spielen ein Tor. 2019 wechselte er nach Samut Prakan zum Nachfolgeverein Samut Prakan City FC. Am Ende der Saison 2021/22 belegte er mit Samut den vorletzten Tabellenplatz und musste somit in die zweite Liga absteigen. Nach dem Abstieg verließ er Samut und schloss sich dem Erstligisten BG Pathum United FC an. Am 6. August 2022 gewann er mit BG den Thailand Champions Cup. Das Spiel gegen den Meister Buriram United wurde mit 3:2 gewonnen. Nach zwölf Erstligaspielen wechselte er nach der Hinrunde zum ebenfalls in der ersten Liga spielenden Muangthong United. Hier stand er bis Saisonende 15-mal auf dem Spielfeld. In der Sommerpause 2023 ging er mit Ekanit Panya und Weerathep Pomphan nach Japan, um beim japanischen Erstligisten Urawa Red Diamonds mitzutrainieren. Mit Muangthong stand er am 16. Juni 2024 im Finale des Thai League Cup. Hier verlor man mit 1:0 gegen den Erstligisten BG Pathum United FC. Nach zwei Spielzeiten, in denen er 43 Ligaspiele bestritt, kehrte er im Sommer 2024 zu seinem ehemaligen Verein BG Pathum United zurück. In der Hinrunde der Saison 2024/25 bestritt er elf Ligaspiele. Im Januar 2025 wechselte er auf Leihbasis nach Japan zum Erstligisten Cerezo Osaka. Für den Verein aus Osaka kam er in der Liga nicht zum Einsatz. Im Ligapokal kam er zweimal zum Einsatz. Anfang Juli 2025 kehrte er nach der Ausleihe nach Thailand zurück.

### Nationalmannschaft
Von 2016 bis 2019 spielte er für diverse U-Mannschaften von Thailand und erzielte in 19 Partien zwei Treffer. Mit der U-23-Auswahl nahm er an der Asienmeisterschaft 2020 teil, erreichte dort das Viertelfinale und schoss dabei in vier Spielen zwei Tore. Am 15. Juni 2021 gab der Stürmer dann sein Debüt für die A-Nationalmannschaft in der WM-Qualifikation gegen Malaysia. Bei der 0:1-Heimniederlage im Rajamangala Stadium von Bangkok kam er über die kompletten 90 Minuten zum Einsatz. Im Dezember 2022/Januar 2023 bestritt er vier Gruppenspiele im Rahmen der Südostasienmeisterschaft. Im Endspiel konnte man sich in den beiden Endspielen gegen Vietnam mit insgesamt 3:2 durchsetzen. Im Endspiel kam er jedoch nicht zum Einsatz. Im Oktober 2024 nahm er mit der Mannschaft am King’s Cup 2024 teil. Im Endspiel am 14. Oktober 2024 im Tinsulanon Stadium in Songkhla besiegte man das Team aus Syrien mit 2:1.

## Erfolge

### Verein
BG Pathum United FC
- Thailändischer Supercup-Sieger: 2022

Muangthong United
- Thailändischer Ligapokalfinalist: 2023/24

### Nationalmannschaft
Thailand
- Südostasienmeisterschaft:2022
- King’s Cup: 2024

## Auszeichnungen
Thai League
- Best XI: 2020/21